# Яблонный цветоед
Я́блонный цветое́д, или яблоневый долгоносик-цветоед (лат. Anthonomus pomorum) — насекомое семейства долгоносиков (Curculionidae) отряда жуков, сельскохозяйственный вредитель.
Питается взбухшими почками яблони или груши. Жук небольшого размера и тёмного цвета. Яйца откладывает внутрь цветочных бутонов. личинка выгрызает соцветие изнутри и склеивает его своими выделениями, после чего оно не распускается.
Может нанести урожаю значительный урон. Для борьбы с цветоедом проводят комплекс агротехнических мероприятий: опрыскивание инсектицидами, содержание приствольных кругов под чёрным паром, чистыми от сорняков и опавшей листвы, применение ловчих поясов, стряхивание жуков с кроны на подстилку при низких (до +9°С) температурах, механическое уничтожение личинок в нераскрывшихся бутонах до того, как личинки их покинут.